# حمام (چاراویماق)
حمام یکی از روستاهای استان آذربایجان شرقی است که در دهستان چاراویماق جنوب شرقی بخش شادیان شهرستان چاراویماق واقع شده‌است.این روستا ۴۱ نفر جمعیت دارد.